# Nouic
Nouic (tiếng Occitan: Noic) là một xã của tỉnh Haute-Vienne, thuộc vùng Nouvelle-Aquitaine, miền trung nước Pháp.